# Steve von Bergen
Steve von Bergen (Neuchâtel, 10 de junho de 1983) foi um futebolista profissional suíço, zagueiro.

## Carreira
Fez carreira no Neuchâtel Xamax, FC Zürich, Hertha Berlin, Cesena, Palermo e BSC Young Boys.

## Seleção Nacional
Estreou pela Seleção Suíça principal em 6 de setembro de 2006 ante a Costa Rica. 
Quando disputava a primeira partida na Copa do Mundo FIFA de 2014, esteve também em 2010, sofreu uma fratura na face após disputa contra Olivier Giroud da França, que resultou em seu corte do restante da competição.  Ele fez parte do elenco da Seleção Suíça de Futebol da Eurocopa de 2016.